# Güéjar Sierra
Güéjar Sierra es un municipio español perteneciente a la provincia de Granada, en Andalucía. Está situado en la parte suroriental de la Vega de Granada. Limita con los municipios de La Peza, Lugros, Jérez del Marquesado, Trevélez, Capileira, Dílar, Monachil, Pinos Genil, Dúdar y Quéntar.
Su término municipal —el más extenso de la comarca veguera— se sitúa al noroeste de Sierra Nevada a 1100 m de altitud, muy cerca de la estación de esquí. Alberga las cumbres del pico Veleta y el Mulhacén, techo de la península ibérica, que comparte con Capileira y Trevélez, convirtiendo a estos tres términos municipales (que no a los pueblos) en los más altos de la Península, y segundos de España tras La Orotava. Gran parte de su término lo ocupan el parque nacional de Sierra Nevada y el parque natural del mismo nombre. El término está formado por los núcleos de Güéjar Sierra y Canales.
También cabe destacar que en Güéjar Sierra nacen los ríos Genil, Guarnón y Real, entre otros.

## Geografía
Ubicación
| Noroeste: Dúdar y Quéntar  | Norte: Quéntar y La Peza | Noreste: La Peza                    |
| Oeste: Pinos Genil         | Puntos cardinales        | Este: Lugros y Jérez del Marquesado |
| Suroeste: Monachil y Dílar | Sur: Capileira           | Sureste: Trevélez                   |

## Demografía
Güejar Sierra cuenta con una población de 2926 habitantes (INE 2024).
| Gráfica de evolución demográfica de Güejar Sierra entre 1842 y 2021                                                 |
| |
| Población de derecho según los censos de población del INE Población de hecho según los censos de población del INE |

## Administración y política
Los resultados en Güéjar Sierra de las últimas elecciones municipales, celebradas en mayo de 2023, son:
| Elecciones Municipales - Güéjar Sierra (2023) | Elecciones Municipales - Güéjar Sierra (2023) | Elecciones Municipales - Güéjar Sierra (2023) | Elecciones Municipales - Güéjar Sierra (2023) | Elecciones Municipales - Güéjar Sierra (2023) |
| Partido político                              | Partido político                              | Votos                                         | Votos                                         | Concejales                                    |
| --------------------------------------------- | --------------------------------------------- | --------------------------------------------- | --------------------------------------------- | --------------------------------------------- |
|                                               | Partido Popular (PP)                          | 1072                                          | 59,62 %                                       | 7                                             |
|                                               | Partido Socialista Obrero Español (PSOE)      | 565                                           | 31,42 %                                       | 4                                             |
|                                               | Izquierda Unida Para la Gente (PARA LA GENTE) | 97                                            | 5,39 %                                        | 0                                             |
|                                               | Vox (VOX)                                     | 40                                            | 2,22 %                                        | 0                                             |

## Economía

### Evolución de la deuda viva municipal
| Gráfica de evolución de Deuda viva del Ayuntamiento de Güéjar Sierra entre 2008 y 2019                                |
| |
| Deuda viva del Ayuntamiento de Güéjar Sierra en miles de Euros según datos del Ministerio de Hacienda y Ad. Públicas. |

## Cultura

### Fiestas
Güéjar Sierra celebra cada año sus fiestas patronales a mediados del mes de agosto, en honor a San Roque.
La fiesta de la Asadura Matancera, con degustación de la asadura cocinada al estilo güejareño y mosto de Güéjar Sierra, la cual se celebra los primeros días del mes de febrero.